# Monte Nevoso (Slovenia)
Il Monte Nevoso (Snežnik in sloveno; in latino Mons Albius; in tedesco Krainer Schneeberg) è una montagna di 1796 m della Slovenia, posta non lontano dal confine con la Croazia: rappresenta la cima più alta dell'Alto Carso e tra il 1920 e il 1947 segnava il confine tra l'Italia e la Jugoslavia.

## Descrizione
La Partizione delle Alpi pone il confine delle Alpi Giulie al Passo di Vrata e comprende nella catena alpina tutto l'Alto Carso e quindi anche il monte Nevoso. La Suddivisione Orografica Internazionale Unificata del Sistema Alpino (SOIUSA) inserisce invece questo monte e tutto l'alto Carso nei Monti Dinarici, ponendo il confine tra questi ultimi e le Alpi Giulie lungo la Sella di Godovič, che si trova a nord del monte.

## Caratteristiche
Posta al centro di una Riserva Naturale Botanica, dal punto di vista naturalistico è molto importante in quanto la flora è di transizione tra le Alpi Giulie e le Alpi Dinariche. Dalla sua sommità si gode una vista eccezionale. Nelle giornate più terse lo sguardo spazia dalla costa istriana, al Monte Maggiore (Učka) all'isola di Cherso fino addirittura alla Marmolada, che dista dal Nevoso oltre 245 km in linea d'aria.
Vi si sale da Villa del Nevoso attraverso un sentiero poco impegnativo. Ai piedi del Nevoso, precisamente nel Turkove škulje nella Val Malacca (Mlake) in Croazia, a poca distanza dal confine con la Slovenia, vi è la sorgente del fiume Timavo.
Il poeta italiano Gabriele d'Annunzio venne insignito del titolo di Principe di Montenevoso dal Re Vittorio Emanuele III a ricordo delle sue imprese a favore dell'irredentismo giuliano-dalmata.